# Nitocrella cubanorum
Nitocrella cubanorum är en kräftdjursart som beskrevs av Petkovski 1976. Nitocrella cubanorum ingår i släktet Nitocrella och familjen Ameiridae. Inga underarter finns listade i Catalogue of Life.